# 7 ngày công nghệ
7 ngày công nghệ là một chương trình truyền hình ở Việt Nam, phát sóng hằng ngày trên kênh VTV1, VTV2, VTV4 từ năm 2006 đến 2016 với nội dung hướng đến cung cấp thông tin công nghệ mới thuộc đa ngành, đa lĩnh vực.

## Lịch sử
7 ngày công nghệ được lên sóng từ ngày 6 tháng 12 năm 2006 trên 3 kênh VTV1, VTV2, VTV4 trực thuộc Ban Khoa giáo, Đài Truyền hình Việt Nam. Biên tập viên: Việt Hải, Huyền Châu, Nguyễn Hiếu, Sao Mai, Bạch Thành Trung, Bích Ngọc, Thu Trang, Tiến Trung, Thùy Anh, Hồng Hà, Lê Chí Dũng, Thái Thùy, Phương Hà, Đăng Bền.
Ngày 6 tháng 12 năm 2007, trong buổi lễ kỷ niệm tròn một năm phát sóng chương trình, VTV1, VTV2, VTV4 và công ty FPT thông báo việc FPT sẽ trở thành nhà tài trợ chính thức cho chương trình kể từ ngày 10 tháng 12 năm 2007. FPT ngưng tài trợ cho chương trình sau năm 2009.

## Nội dung
Từ 6 tháng 12 năm 2006 đến 31 tháng 12 năm 2012, chương trình được chia làm nhiều chuyên mục riêng biệt tương ứng với mỗi ngày trong tuần, bao gồm:
| Thời gian | Tên chương trình con                  | Nội dung |
| --------- | ------------------------------------- | --- |
| Thứ Hai   | Y5 Café                               | Tọa đàm trực tiếp và tư vấn việc lựa chọn nghề nghiệp liên quan đến lĩnh vực khoa học công nghệ.                             |
| Thứ Ba    | Công nghệ và tiêu dùng / VTV2 Mobile  | Phóng sự giới thiệu về các mặt hàng công nghệ trên thị trường và điện thoại di động.                                         |
| Thứ Tư    | Thế giới nghe nhìn / Game Enter       | Phóng sự về thiết bị giải trí đa phương tiện như máy nghe nhạc, đĩa CD, loa... và trò chơi điện tử.                          |
| Thứ Năm   | Không gian IT                         | Phóng sự về công nghệ thông tin và internet.                                                                                 |
| Thứ Sáu   | Thế giới công nghệ                    | Cập nhật tin tức hằng tuần về các lĩnh vực công nghệ trong nước.                                                             |
| Thứ Bảy   | Có thể bạn chưa biết / Thật đơn giản' | Giải đáp thắc mắc, hướng dẫn phái nữ sử dụng các thiết bị công nghệ.                                                         |
| Chủ Nhật  | Xe và đời sống                        | Phóng sự cung cấp thông tin xoay quanh các nhãn hiệu ôtô, xe máy cũng như công nghệ sản xuất.                                |
| —         | Click                                 | Chuyên mục đệm phát đầu mỗi chương trình với thời lượng 5 phút. Giới thiệu các trang web, blog hay của Việt Nam và thế giới. |

Sau 6 năm phát sóng, từ 1 tháng 1 năm 2013 đến 31 tháng 1 năm 2016, chương trình chuyển sang format mới dưới dạng bản tin với các tin tức công nghệ được cập nhật liên tục 24/7.
Chương trình đã kết thúc vào 31 tháng 1 năm 2016 sau 9 năm lên sóng.

## Phát sóng

### Phát chính
- 6/12/2006 - 31/12/2012: 21:00 hàng ngày
- 1/1/2013 - 31/1/2016: 22:30 hàng ngày